# Bang Bang Bang
"Bang Bang Bang" är den första promotionsingeln från albumet When the Sun Goes Down av det amerikanska bandet Selena Gomez & the Scene. Sången släpptes på Itunes den 7 juni 2011 och är den andra sången som släppts från albumet. Det är den första sången från Itunes-nedräkningen tills albumet släpptes och följdes av "Dices (Who Says Spanish version)" den 14 juni och "Love You Like a Love Song" den 17 juni.

## Kritikernas mottagande
Bill Lamb från About.com sa följande om låten: "Orden som avvisar en ex-pojkvän till förmån av någon som har mer 'swagger' spelas till ljudet av en retrosynth som påminner om La Rouxs genombrottslåt "Bulletproof". Det här låter som den mest fulländade singeln av Selena Gomez och hennes band The Scene hittills." Chris Maher från PopCrush gav låten betyget 3/5 stjärnor med motiveringen: "För de som inte redan är fans av Gomez, kan takten till 'Bang Bang Bang' och Gomez ton när hon sjunger texterna verka lite enformiga. Även för en tjej med ett band som backar upp henne så verkar musiken lite underväldigande. Men dock så är 'Bang Bang Bang' fortfarande en rolig och kaxig låt som säkert kommer att behaga alla tonårspopfansen."
Jarett Wieselman från New York Post skrev positivt om låten, citerad, "en sensationell synthvibb, härlig text och en beroendeframkallande hook."

## Promotion
Gomez gästade radioprogrammet American Top 40 den 4 juni och gav lyssnarna en kort förhandslyssning av låten. Efteråt avslöjade även sångerskan att hon varit med och skrivit på låten. Den 7 juni släpptes den på Itunes för digital nedladdning.

## Låtlista

### Digital nedladdning
| Nr | Titel          | Kompositör                                 | Producer(s) | Längd |
| -- | -------------- | ------------------------------------------ | ----------- | ----- |
| 1. | Bang Bang Bang | Toby Gad, Meleni Smith, Priscilla Hamilton | Gad         | 3:14  |

## Listplaceringar
| Lista (2011)              | Topplacering |
| ------------------------- | ------------ |
| Kanada (Canadian Hot 100) | 96           |
| USA (Billboard Hot 100)   | 94           |

## Utgivningshistorik
| Land | Datum       | Format           |
| ---- | ----------- | ---------------- |
| USA  | 7 juni 2011 | Digital download |